# Министерство юстиции Израиля
Министе́рство юсти́ции Изра́иля (ивр. משרד המשפטים‎, [мисрад а-мишпатим]) — правительственное учреждение государства Израиль, ответственное за судебную систему в государстве. В сферу ответственности Министерства входят: отдел консультирования и законодательных инициатив, Генеральная прокуратура, отдел гражданской юридической помощи, государственная адвокатура, отдел Генерального Попечителя и Официального Ликвидатора, национальный центр медиации, отдел регистрации и регуляции недвижимости, отдел главного государственного оценщика, Ведомство по делам корпораций, патентное ведомство, регистр баз данных, Ведомство по запрету отмывания капитала, отдел расследования правонарушений совершенных полицейскими, а также подразделения, ответственные за выдачу профессиональных лицензий, среди которых совет бухгалтеров; совет оценщиков недвижимости; регистратор агентов по недвижимости; Департамент по выдаче лицензий частным сыщикам и лицензий на охранную деятельность.

## Обязанности министерства
- Выработка и реализация правительственных предложений в сфере законотворчества.
- Управление системой судов.
- Юридическая консультация правительства.
- Надзор за уголовной системой с помощью Генеральной прокуратуры.

## История
С возникновением государства Израиль было решено отказаться от британских законов времён мандата
и создать независимую судебную систему, основанную на принципах оригинальной системы судопроизводства. Эта задача была возложена на плечи первого министра юстиции Израиля Пинхаса Розена и троих его помощников. Одной из проблем нового министерства, было создание судов в Иерусалиме, где израильской власти фактически не существовало на то время.
В Иерусалиме были организованы суды и создан отдел опекунства (апотропус) при министерстве юстиции Израиля.
Несмотря на отсутствие Конституции в Израиле, государство сумело создать судебную систему, базирующуюся на основных конституционных понятиях справедливости и свободы.

## Области ответственности
Министерство юстиции ответственно за множество направлений в судебной и юридической системе страны. Около 70 подотделов занимаются проблемами отмывания денег, финансирования террора, защитой интеллектуальной и частной собственности граждан, жалобами на неправомочные действия полиции, организованной преступности и т. д. Министерство юстиции Израиля представляет гражданам страны широкий выбор услуг, в том числе предоставление информации по зарегистрированным компаниям, некоммерческим организациям, патентам и т. п.
Юридический советник правительства
Юридический советник правительства стоит во главе государственной системы обвинения и предоставляет юридические консультации правительству и правительственным органам. В его обязанности входит формулировка законов, предлагаемых правительством на утверждение Кнессета, юридические исследования и инструктаж, консультация правительства в юридических вопросах и
еврейское право. В первое десятилетие 21-го века проходила широкая общественная дискуссия о разделении обязанностей юридического советника.
Генеральная прокуратура
Полномочия юридического советника правительства распространяются также на Генеральную прокуратуру. Юридический советник является непосредственным начальником Генерального прокурора, возглавляющего Генеральную прокуратуру Израиля. Генеральная прокуратура занимается исполнением уголовного и гражданского законодательства, представляя интересы государства в судебных органах страны.
Патентное ведомство
Патентное ведомство выдаёт патенты изобретателям и компаниям на их продукты и изобретения, а также регистрирует промышленные образцы, товарные знаки и другие объекты интеллектуальной собственности.

## Министры юстиции Израиля
| Номер | Фото             | Имя                 | Партия                        | Начало полномочй | Конец полномочй |
| ----- | ---------------- | ------------------- | ----------------------------- | ---------------- | --------------- |
| 1     |                  | Пинхас Розен        | Прогрессивная партия          | 14 мая 1948      | 8 октября 1951  |
| 2     |                  | Дов Йосеф           | Мапай                         | 8 октября 1951   | 25 июня 1952    |
| 3     |                  | Хаим Коэн           | Независимый                   | 25 июня 1952     | 24 декабря 1952 |
| 4     |                  | Пинхас Розен        | Прогрессивная партия          | 24 декабря 1952  | 13 февраля 1956 |
| 5     |                  | Давид Бен-Гурион    | Мапай                         | 13 февраля 1956  | 7 января 1958   |
| 6     |                  | Пинхас Розен        | Прогрессивная партия          | 7 января 1958    | 2 ноября 1961   |
| 7     |                  | Дов Йосеф           | Мапай                         | 2 ноября 1961    | 12 января 1966  |
| 8     |                  | Яаков Шимшон Шапира | Мапай                         | 12 января 1966   | 1 сентября 1972 |
| 9     | 13 сентября 1972 | Яаков Шимшон Шапира | Мапай                         | 1 ноября 1973    |                 |
| 10    |                  | Хаим Йосеф Цадок    | Маарах                        | 10 марта 1974    | 20 июня 1977    |
| 11    |                  | Менахем Бегин       | Ликуд                         | 20 июня 1977     | 24 октября 1977 |
| 12    |                  | Шмуэль Тамир        | ДАШ                           | 24 октября 1977  | 5 августа 1980  |
| 13    |                  | Моше Нисим          | Ликуд                         | 13 августа 1980  | 16 апреля 1986  |
| 14    |                  | Ицхак Модаи         | Ликуд                         | 16 апреля 1986   | 23 июля 1986    |
| 15    |                  | Авраам Шарир        | Ликуд                         | 30 июля 1986     | 22 декабря 1988 |
| 16    |                  | Дан Меридор         | Ликуд                         | 22 декабря 1988  | 13 июля 1992    |
| 17    |                  | Давид Либаи         | Авода                         | 13 июля 1992     | 8 июня 1996     |
| 18    |                  | Яаков Неэман        | Независимый                   | 18 июля 1996     | 10 августа 1996 |
| 19    |                  | Биньямин Нетаньяху  | Ликуд                         | 10 августа 1996  | 4 сентября 1996 |
| 20    |                  | Цахи Ханегби        | Ликуд                         | 4 сентября 1996  | 6 июля 1999     |
| 21    |                  | Йоси Бейлин         | Единый Израиль                | 06 июля 1999     | 7 марта 2001    |
| 22    |                  | Меир Шитрит         | Ликуд                         | 7 марта 2001     | 28 февраля 2003 |
| 23    |                  | Йосеф Лапид         | Шинуй                         | 28 февраля 2003  | 4 декабря 2004  |
| 24    |                  | Ципи Ливни          | Ликуд                         | 5 декабря 2004   | 10 января 2005  |
| 25    | Ликуд,Кадима     | Ципи Ливни          | 10 января 2005                | 4 мая 2006       |                 |
| 26    |                  | Хаим Рамон          | Кадима                        | 4 мая 2006       | 22 августа 2006 |
| 27    |                  | Меир Шитрит         | Кадима                        | 23 августа 2006  | 23 ноября 2006  |
| 28    |                  | Эхуд Ольмерт        | Кадима                        | 24 ноября 2006   | 29 ноября 2006  |
| 29    |                  | Ципи Ливни          | Кадима                        | 29 ноября 2006   | 7 февраля 2007  |
| 30    |                  | Даниэль Фридман     | Кадима                        | 7 февраля 2007   | 31 марта 2009   |
| 31    |                  | Яаков Неэман        | Независимый                   | 31 марта 2009    | 18 марта 2013   |
| 32    |                  | Ципи Ливни          | Ха-Тнуа                       | 18 марта 2013    | 02 декабря 2014 |
| 33    |                  | Аелет Шакед         | Еврейский дом                 | 14 мая 2015      | 4 июня 2019     |
| 34    |                  | Амир Охана          | Ликуд                         | 5 июня 2019      | 17 мая 2020     |
| 35    |                  | Ави Ниссенкорн      | Хосен ле-Исраэль—Кахоль-лаван | 17 мая 2020      | 1 января 2021   |
| 36    |                  | Бени Ганц           | Хосен ле-Исраэль—Кахоль-лаван | 1 января 2021    | 13 июня 2021    |
| 37    |                  | Гидеон Саар         | Тиква Хадаша                  | 13 июня 2021     | 29 декабря 2022 |
| 38    |                  | Ярив Левин          | Ликуд                         | 29 декабря 2022  | наст. время     |